# MLL All-Star Game 2015
Le MLL All-Star Game 2015 est la 14e édition du All-Star de la Major League Lacrosse. Il s'est tenu le 13 juin 2015 au BBVA Compass Stadium, à Houston. Les Gladiators l'ont emporté face aux Cowboys sur le score de 27 à 15. Le nom de chaque équipe a été soumis par deux jeunes fans ayant remporté le concours "MLL Ultimate Fan"  plutôt dans la saison. Le match a rassemblé 10 084 personnes. Jeremy Boltus est élu MVP de la rencontre.

## Joueurs sélectionnés
Initialement 41 joueurs furent sélectionnés pour participer au All-Star Game.
Parmi eux, huit ne participèrent pas à l'événement : Paul Rabil, Michael Manley, Tucker Durkin, Dana Wilber, Ned Crotty, Ben Hunt, Matt Mackrides, Eric Law.
Cinq remplaçants furent appelés : Joey Sankey, Brett Adams, Justin Pennington, Chad Wiedmaier, Jesse Bernhardt.
La composition des équipes a été établie la veille de l'événement sous la forme d'une draft menée par les deux gagnants du concours MLL Ultimate Fan.
B.J. O'Hara, coach des Outlaws de Denver, et Tim Soudan, coach des Rattlers de Rochester sont les deux coachs sélectionnés pour diriger les deux équipes.

### Roster des Gladiators
| Joueur            | Equipe                 | Position  |
| ----------------- | ---------------------- | --------- |
| Marcus Holman     | Machine de l'Ohio      | Attaquant |
| Scott Ratliff     | Cannons de Boston      | Défenseur |
| Matt Abbott       | Bayhawks de Chesapeake | Milieu    |
| Tyler Fiorito     | Bayhawks de Chesapeake | Gardien   |
| Brent Adams       | Cannons de Boston      | Milieu    |
| Will Manny        | Cannons de Boston      | Attaquant |
| Joel White        | Rattlers de Rochester  | Défenseur |
| Justin Pennington | Lizards de New York    | Milieu    |
| John Galloway     | Rattlers de Rochester  | Gardien   |
| Joe Fletcher      | Lizards de New York    | Défenseur |
| Kyle Harrison     | Machine de l'Ohio      | Milieu    |
| Craig Bunker      | Cannons de Boston      | Face-off  |
| Brian Karalunas   | Machine de l'Ohio      | Défenseur |
| Tom Schreiber     | Machine de l'Ohio      | Milieu    |
| Jordan MacIntosh  | Rattlers de Rochester  | Milieu    |
| Jeremy Boltus     | Rattlers de Rochester  | Attaquant |
| Chad Wiedmaier    | Cannons de Boston      | Défenseur |
| Anthony Kelly     | Outlaws de Denver      | Face-off  |
| Casey Powell      | Launch de Floride      | Attaquant |

### Roster des Cowboys
| Joueur            | Equipe                 | Position  |
| ----------------- | ---------------------- | --------- |
| Jo-Jo Marasco     | Lizards de New York    | Milieu    |
| Brendan Fowler    | Hounds de Charlotte    | Face-off  |
| Kieran McArdle    | Launch de Floride      | Attaquant |
| Joey Sankey       | Hounds de Charlotte    | Attaquant |
| Drew Adams        | Lizards de New York    | Gardien   |
| Peter Baum        | Machine de l'Ohio      | Milieu    |
| Jesse Schwartzman | Outlaws de Denver      | Gardien   |
| Jeremy Sieverts   | Outlaws de Denver      | Milieu    |
| Drew Snider       | Outlaws de Denver      | Milieu    |
| Ryan Flanagan     | Hounds de Charlotte    | Défenseur |
| John Haus         | Hounds de Charlotte    | Milieu    |
| Rob Pannell       | Lizards de New York    | Attaquant |
| Greg Gurenlian    | Lizards de New York    | Face-off  |
| Michael Evans     | Bayhawks de Chesapeake | Défenseur |
| Jesse Bernhardt   | Bayhawks de Chesapeake | Défenseur |
| Max Seibald       | Cannons de Boston      | Milieu    |
| Kyle Hartzell     | New York de Lizards    | Défenseur |
| Mitch Belisle     | Cannons de Boston      | Défenseur |
| Jordan Wolf       | Rattlers de Rochester  | Attaquant |

## Statistiques

### Statistiques d'équipe

#### Score par quart-temps
| Equipe     | 1er | 2ème | 3ème | 4ème | Final |
| ---------- | --- | ---- | ---- | ---- | ----- |
| Gladiators | 5   | 8    | 5    | 9    | 27    |
| Cowboys    | 4   | 3    | 4    | 4    | 15    |

#### Autres statistiques
| Equipe     | SOG | SOFF | GB | FO    | PPG      |
| ---------- | --- | ---- | -- | ----- | -------- |
| Gladiators | 42  | 17   | 51 | 20/43 | 0 pour 1 |
| Cowboys    | 36  | 26   | 47 | 22/42 | 0 pour 2 |

### Buts inscrits

#### Buts1erquart-temps
| Equipe     | Buteurs         |
| ---------- | --------------- |
| Gladiators | Tom Schreiber   |
| Cowboys    | Jeremy Sieverts |
| Gladiators | Marcus Holman   |
| Cowboys    | Drew Snider     |
| Gladiators | Brent Adams     |
| Gladiators | Tom Schreiber   |
| Cowboys    | Rob Pannell     |
| Cowboys    | Jordan Wolf     |
| Gladiators | Casey Powell    |

#### Buts2equart-temps
| Equipe     | Buteur            |
| ---------- | ----------------- |
| Gladiators | Jeremy Boltus     |
| Gladiators | Marcus Holman     |
| Gladiators | Scott Ratliff     |
| Gladiators | Jeremy Boltus     |
| Gladiators | Justin Pennington |
| Gladiators | Marcus Holman     |
| Gladiators | Brent Adams       |
| Cowboys    | Rob Pannell       |
| Cowboys    | Rob Pannell       |

#### Buts3equart-temps
| Equipe     | Buteur         |
| ---------- | -------------- |
| Gladiators | Will Manny     |
| Cowboys    | Max Seibald    |
| Gladiators | Will Manny     |
| Gladiators | Tom Schreiber  |
| Cowboys    | Kieran McArdle |
| Gladiators | Scott Ratliff  |
| Gladiators | Will Manny     |
| Cowboys    | Kieran McArdle |

#### Buts4equart-temps
| Equipe     | Buteur         |
| ---------- | -------------- |
| Cowboys    | Drew Snider    |
| Cowboys    | Kieran McArdle |
| Cowboys    | Jordan Wolf    |
| Gladiators | Jeremy Boltus  |
| Gladiators | Brent Adams    |
| Gladiators | Jeremy Boltus  |
| Gladiators | Tom Schreiber  |
| Gladiators | Marcus Holman  |
| Cowboys    | Kieran McArdle |
| Gladiators | Jeremy Boltus  |
| Gladiators | Tom Schreiber  |
| Gladiators | Jeremy Boltus  |
| Gladiators | Casey Powell   |